# Икарбус
Акционерное общество «Икарбус» (серб. Akcionarsko društvo Ikarbus) — сербский производитель автобусов из города Земун, рядом с Белградом. Предприятие было основано в 1923 году как авиационное, но после второй мировой войны приступило к выпуску автобусов по лицензии MAN. Основателями были Димитрий Коньович, братья Душан и Миливой Ковачевичи, Джока Радулович и Йосиф Микл.
С момента основания до 1992 года компания называлась Икарус, однако из-за юридического конфликта с одноимённой компанией из Венгрии руководством было принято решение переименовать предприятие.
В 2019 году предприятие приватизировано китайской компанией LGNEA, в 2022 году ликвидировано.

## Продукция

### Автотехника
Современная продукция Икарбус была очень разнообразна. Были представлены все типы городских автобусов (соло, низкопольные, сочленённые) а также междугородные.
- Ikarbus IK-107 — короткобазный городской автобус, общей вместимостью 46 пассажиров.
- Ikarbus IK-112N — городской автобус для 100 пассажиров.
- Ikarbus IK-201 — городской сочленённый высокопольный автобус, с общей вместимостью до 160 пассажиров.
- Ikarbus IK-218Н — городской сочленённый автобус, с пассажировместимостью до 100 человек.
- Ikarbus IK-301 — междугородный автобус длиной 11,8 метров, количество сидячих мест 51 (+1). Объём багажных отсеков 5,2 кубометра, двигатель MAN D2866LUH22. Максимальная скорость 120 км/ч.

### Самолёты

#### Самолёты собственной разработки
- Икарус ШМ (1924)
- Икарус ИО (1927)
- Икарус ИМ
- Икарус Сиви соко (1928)
- СИМ VIII
- Икарус ИК-1
- Икарус ИК-2 (1935)
- Икарус ММ-2 (1940)
- Аеро-2
- Икарус B-5
- Икарус оркан (1940)
- Икарус АЕРО-2Б
- Икарус 232 "Пионир"
- Икарус С-49А (1949)
- Икарус АЕРО-2 модел. Б, Ц и Д
- Икарус 252 "Први мај"
- Икарус Тројка
- Икарус 231
- Икарус 211
- Икарус 212
- Икарус 213 (1951)
- Икарус 214 (1949)
- Икарус 215 (1949)
- Икарус С-49Ц
- Икарус АЕРО-2Х
- Икарус 451
- Икарус 451М и Икарус S 451М "Зоља" (1952) (реактивный)
- Икарус 453MW
- Икарус Орао (1949) (планёр)
- Икарус Орао IIЦ
- Икарус 920
- Икарус 452
- Икарус Студент
- Икарус 522
- Икарус Кобац (1953)
- Икарус Кошава (1953) (планёр)
- Икарус Ј-451ММ "стршљен"
- Икарус Ј-451ММ "стршљен II" (1958)
- Икарус Ш-451ММ "матица"
- Икарус Курир (1955)
- Икарус Хидрокурир
- Икарус Метеор (1956)
- Икарус Муња

#### Самолёты, выпускавшиеся по лицензии
- Мали Бранденбург (Hansa-Brandenburg B.I. Также ШБ, школски Бранденбург, или ШБ-1)
- Средњи Бранденбург (Hansa-Brandenburg C.I. Также Сб, или СБ-1)
- Potez 25
- DFS Zögling (планёр)
- Schleicher Poppenhausen (планёр)
- Avia BH-33
- Hawker Fury
- Bristol Blenheim Mk.I